# Eyes Wide Open
Eyes Wide Open é o álbum de estreia da cantora estadunidense Sabrina Carpenter, lançado em 14 de abril de 2015 pela Hollywood Records. Carpenter começou a planejar o projeto em 2014, após o lançamento de seu extended play (EP) de estreia, Can't Blame a Girl for Trying, uma vez que ela desejava fazer um álbum completo. Todas as faixas do EP foram incluídas no álbum. O álbum foi gravado de 2013 a 2015, com grande parte das canções sendo finalizadas em 2014. Musicalmente, Eyes Wide Open é um álbum pop com influências de folk, pop rock e teen pop. Sua produção consiste em guitarras, piano, baterias e teclados. Tematicamente, o álbum foca em experiências pessoais de Carpenter, amizade, amor e problemas adolescentes.
O álbum recebeu avaliações positivas dos críticos musicais e estreou na 43ª posição da Billboard 200, 31ª posição da tabela Top Album Sales e 14ª posição do gráfico de álbuns digitais estadunidense. O álbum vendeu mais de 12.000 cópias em sua primeira semana. Eyes Wide Open gerou dois singles, "We'll Be the Stars", lançada em 13 de janeiro de 2015, e a faixa-título, lançada em 7 de abril de 2015.

## Singles
O primeiro single do álbum, "We'll Be the Stars", foi lançado dia 13 de Janeiro de 2015. A estreia em rádio foi na Rádio Disney um dia antes. 
Sabrina disponibilizou a faixa "Eyes Wide Open" para quem comprasse o álbum na pré-venda no iTunes dia 7 de Abril de 2015. Foi lançado como segundo single, junto com o vídeo clipe, dia 14 de Junho de 2015.

## Recepção Crítica
Escrevendo para o site Headline Planet, Brian Cantor deu ao álbum uma revisão positiva, com foco na emoção transmitida pelo desempenho de Sabrina. Ele escreveu: "Decididamente solto em construção, mas rico em personalidade, 'Eyes Wide Open' fornece Carpenter com uma oportunidade para estabelecer sua própria identidade e deixar sua própria marca". Cantor acreditava que as canções mais fortemente produzidas colocava Carpenter em desvantagem, a jogando contra seus pontos fortes. Em particular, ele destacou "Eyes Wide Open" e "We'll Be the Stars" como as canções mais fracas do álbum por não mostrar talentos e personalidade de Sabrina para seu pleno potencial.  "A cada momento que passa, mesmo em suas faixas mais fracas-" Cantor escreveu: "Carpenter cria distância entre a concepção e a realidade de um artista adolescente." 

## Desempenho comercial
O álbum estreou no número 43 na Billboard 200, número 31 na Billboard Top Album Sales, e número 14 no Billboard Digital Albums. De acordo com a Billboard e Soundscan, "Eyes Wide Open" vendeu mais de 12.000 cópias em sua primeira semana de lançamento 

## Lista de faixas
| N.º            | Título                          | Compositor(es)                                               | Produtor(es)                   | Duração |  |
| 1.             | "Eyes Wide Open"                | Jerrod Bettis Audra Mae Meghan Kabir                         | Mitch Allan Bettis Dan Book    | 3:12    |  |
| 2.             | "Can't Blame a Girl for Trying" | Meghan Trainor Al Anderson Chris Gelbuda                     | Brian Malouf                   | 2:49    |  |
| 3.             | "The Middle of Starting Over"   | Jim McGorman Robb Vallier Michelle Moyer                     | Malouf McGorman Vallier        | 3:32    |  |
| 4.             | "We'll Be the Stars"            | Skyler Stonestreet Cameron Walker Steven Solomon             | Solomon                        | 3:06    |  |
| 5.             | "Two Young Hearts"              | Ben Berger Mae Ryan McMahon                                  | Captain Cuts                   | 3:53    |  |
| 6.             | "Your Love's Like"              | Matthew Tishler Philip Bentley Lindsey Lee Sabrina Carpenter | Tishler                        | 3:29    |  |
| 7.             | "Too Young"                     | Carpenter Jon Ingoldsby                                      | Ingoldsby                      | 4:14    |  |
| 8.             | "Seamless"                      | Carpenter Jon Levine Chelsea Lena                            | Levine                         | 3:06    |  |
| 9.             | "Right Now"                     | Carpenter Jordan Higgins Lindsay Rush                        | Higgins Rush                   | 3:35    |  |
| 10.            | "Darling I'm a Mess"            | Trainor Lily Harrington                                      | Malouf                         | 2:59    |  |
| 11.            | "White Flag"                    | Cara Salimando Scott Harris Matt Squire                      | Squire Steve Tippeconic Harris | 3:18    |  |
| 12.            | "Best Thing I Got"              | John Gordon Julie Frost                                      | Gordon Frost                   | 3:19    |  |
| Duração total: | Duração total:                  | Duração total:                                               | Duração total:                 | 40:32   |  |

## Tabelas musicais
| Chart (2015)  | Melhor posição |
| ------------- | -------------- |
| Billboard 200 | 43             |

## Histórico de Lançamento
| Região         | Data                | Formatos                    | Gravadora         | Ref.  |
| -------------- | ------------------- | --------------------------- | ----------------- | ----- |
| Estados Unidos | 14 de Abril de 2015 | Download Digital, CD, Vinil | Hollywood Records | [ 6 ] |